# Thorolf
Thorolf ist ein skandinavischer Vorname.

## Etymologie
Thorolf (auch: Torolf): ist ein männlicher Vorname nordischer Herkunft (altnordisch Þórolfr zu altnordisch Þórr »Thor«, dem Donnergott, und altnordisch ulfr »Wolf«).

## Varianten
- Torolf
- Þórólfur (isländisch)

## Namensträger

### Einname
- Thorolf, zweiter Bischof von Oslo
- Thorolf Mostrarskegg († um 918), einer der ersten Siedler in der Snæfellsnes Region um Thorness bei dem Helgafell in Island

### Vorname
- Thorolf Hager (* 1942), deutscher Chirurg
- Thorolf Holmboe (1866–1935), norwegischer Maler
- Thorolf Lipp (* 1973), deutscher Dokumentarfilmer und Ethnologe
- Torolf Mølgaard (* 1939), dänischer Posaunist des Modern Jazz
- Torolf Rein (* 1934), norwegischer Admiral und Oberbefehlshaber der Streitkräfte
- Torolf Voss (1877–1943), norwegischer Komponist und Dirigent